# Ignjat Đurđević
Ignjat Đurđević (ur. 13 lutego 1675 w Dubrowniku, zm. 21 stycznia 1737 tamże) – chorwacki poeta, historyk, duchowny katolicki i polityk. Uważany za jednego z najważniejszych chorwackich poetów barokowych.

## Życiorys
Należał do dubrownikiej szlachty. Uczęszczał do szkoły jezuickiej.
Zasiadał w Wielkiej Radzie Republiki Raguzy. W 1697 roku udał się do Rzymu i wstąpił do zakonu jezuitów. Ukończył tam nowicjat i szkołę filozoficzną. Był wykładowcą Kolegium Iliryjskiego w Loreto. Już w 1705 roku opuścił zakon i powrócił do Dalmacji. W 1706 roku wstąpił do zakonu benedyktynów. W 1710 roku, w związku z popadnięciem w konflikt z władzami Raguzy, został wygnany i ponownie wyjechał do Włoch. Jednak w latach 1713–1728 znów mieszkał w Dubrowniku. Był opatem klasztoru benedyktynów na wyspie Mljet.
Tworzył po łacinie i w języku chorwackim, głównie lirykę o charakterze religijnym i sielanki. Napisał także ok. 100 biografii dubrownickich osobistości. Przekładał pieśni ludowe z łaciny i włoskiego.
Zmarł w 1737 roku w klasztorze św. Jakuba w Višnjicy. Tam też spoczął.

## Wybrane dzieła
(opracowano na podstawie materiału źródłowego)
- Razlike pjesni duhovne i djeloispravne (1728)
- Uzdasi Mandaljene pokornice (1728)
- Saltijer slovinski (1729)
- Latinska rasprava o brodolomu sv. Pavla na Mljetu (1730)
- Pjesni pirne iliti začinke
- Vitae et carmina
- Za gutke
- Život sv. Benedikta